# Condado de Iława
Nota linguística: Não confundir hrabstwo (condado) com powiat (divisão administrativa)..
Iława (polaco: powiat iławski) é um powiat (condado) da Polónia, na voivodia de Vármia-Masúria. A sede é a cidade de Iława. Estende-se por uma área de 1385 km², com 89 958 habitantes, segundo os censos de 2005, com uma densidade 64,95 hab/km².

## Divisões admistrativas
O condado possui:
Comunas urbanas: Iława,Lubawa
Comunas urbana-rurais: Kisielice, Susz, Zalewo
Comunas rurais: Iława, Lubawa
Cidades: Iława, Lubawa, Kisielice, Susz, Zalewo

## Demografia
População (dados de 30 de Junho de 2005):
|          | Total   | Total | Mulheres | Mulheres | Homens  | Homens |
| -------- | ------- | ----- | -------- | -------- | ------- | ------ |
|          | pessoas | %     | pessoas  | %        | pessoas | %      |
| Total    | 89 958  | 100   | 45 784   | 50,9     | 44 174  | 49,1   |
| Cidades  | 51 705  | 100   | 26 798   | 51,8     | 24 907  | 48,2   |
| Povoados | 38 253  | 100   | 18 986   | 49,6     | 19 267  | 50,4   |